# حزب ميدي
جمعية ميدي السياسية (بالصومالية: Urur Siyaasadeedka Mideeye)‏ هو الحزب السياسي في بونتلاند.

## تأسيس
في 19 يوليو 2020، تم إنشاء جمعية سياسية تدعى ميدي مع التركيز على الوحدة عن قصد في بونتلاند. وأظهر الحزب السياسي نفوذًا سياسيًا من خلال مشاركين بارزين متنوعين، بما في ذلك وزراء سابقون من إدارات بونتلاند السابقة. وشارك المؤسسون والممثلون الإقليميون والزعماء الدينيون والجماعات النسائية في المؤتمر الافتتاحي.
وخلال اليوم الثاني للمؤتمر، تم انتخاب ظاهر حاج خليف، وهو وزير سابق في بونتلاند، رئيسا لمنظمة ميدي. كما انتخبت اللجنة المركزية نجاح محمود علي نائبا أول للرئيس، وعبد الله شيخ أحمد يوسف نائبا ثانيا للرئيس، وأبشر عمر هروسي أمينا عاما. ولإظهار أجندة سياسية أكثر شمولاً، أصبحت ميدي أيضًا أول منظمة سياسية في بونتلاند تعين امرأة في منصب قيادي سياسي رفيع.
كما أصبح ثلاثة مرشحين سابقين للرئاسة في بونتلاند أعضاء في منظمة ميدي، مما زاد من الأهمية السياسية للمنظمة. وتهدف المنظمة إلى الفوز برئاسة بونتلاند، والحفاظ على علاقات قوية مع الحكومة الفيدرالية الصومالية والدول الأعضاء الفيدرالية.

## زعماء الحزب
في 4 أغسطس 2023، أصبح حزب ميدي حزبًا سياسيًا رسميًا. وكانت أولى إجراءاتها هي الإدانة بشدة للأعمال غير القانونية الأخيرة التي قامت بها حكومة بونتلاند وأعضاء البرلمان الذين زعموا أنهم غيروا الدستور. ومعربًا عن قلقه بشأن تأخر رفع القضية إلى المحكمة الدستورية، انتقد ميدي خطاب الرئيس في 1 أغسطس ووصفه بأنه تحريف وتستر. 
ودعا ميدي، في بيان صحفي، المجتمع الدولي إلى الامتناع عن المشاركة في الانتخابات التي لم يتم الاتفاق عليها، مشددًا على ضرورة توحيد شيوخ القبائل التقليديين وتحمل مسؤولية حكم بونتلاند. وحث الحزب مختلف شرائح المجتمع والسياسيين المعارضين وأصحاب المصلحة السياسيين على معالجة الأزمة السياسية. وباعتباره أكبر حزب معارضة في بونتلاند، أكد ميدي على التهديد الخطير الذي تشكله الأزمة السياسية على استقرار الولاية التي تتمتع بحكم شبه ذاتي، محذرًا من احتمال حدوث أعمال عنف وعدم استقرار إذا لم يتم إجراء الانتخابات بطريقة حرة ونزيهة.